# Migjen Basha
Migjen Basha (* 5. Januar 1987 in Lausanne) ist ein albanisch-schweizerischer ehemaliger Fussballspieler.

## Karriere

### Verein
Seine Juniorenzeit verbrachte Migjen Basha beim FC Lausanne-Sport. Im Januar 2006 wechselte er nach Italien zum AS Lucchese Libertas in die damalige Serie C1. Im Juli 2007 wechselte er für eine halbe Saison zum FC Esperia Viareggio in die Serie C2. Im Januar 2008 ging es weiter zur AC Rimini 1912, wo er seine ersten Einsätze in der Serie B absolvierte. Innerhalb der Serie B wechselte er im Juli 2009 zunächst zur Frosinone Calcio, dann weiter im Juli 2010 zu Atalanta Bergamo, die ihn im Juli 2011 an den FC Turin ausliehen. Der FC Turin übernahm ihn im Juli 2012 definitiv. Mit diesem Verein gelang ihm in der Saison 2011/12 der Aufstieg in die Serie A. Nach 9 Jahren in Italien wechselte er im August 2015 ablösefrei zurück in die Schweiz zum FC Luzern in die Super League, wo er einen Vertrag bis Ende Juni 2017 unterschrieb.
Anfang Februar 2016 wurde Basha vom FC Luzern bis zum 30. Juni 2016 nach Italien in die Serie B an Como Calcio ausgeliehen. Im August 2016 wechselte er zum FC Bari 1908 nach Italien in die Serie B. Ab dem Sommer 2018 folgte eine Spielzeit in Griechenland bei Aris Thessaloniki und zwölf Monate später wechselte er zu Melbourne Victory nach Australien.
Im Oktober 2020 wechselte er zurück in die Schweiz nach Neuchâtel Xamax und unterschrieb dort einen Vertrag für den Rest der Saison. Seit Sommer 2021 ist er vereinslos.

### Nationalmannschaft
Basha absolvierte insgesamt 15 Juniorenländerspiele von der U-17 bis zur U-21 für die Schweiz, schoss dabei zwei Tore.
Er gab sein Länderspieldebüt für die albanische Nationalmannschaft am 22. März 2013 im WM-Qualifikationsspiel gegen Norwegen.
Bei der Fußball-Europameisterschaft 2016 in Frankreich wurde er in das albanische Aufgebot aufgenommen. Erst im dritten Spiel gegen Rumänien kam er zum Einsatz, gehörte dann aber zum Startaufgebot. Trotz eines 1:0-Siegs in diesem Spiel schied das Team als einer der beiden schlechtesten Gruppendritten aus.

## Sonstiges
Er ist der ältere Bruder von Vullnet Basha, der bei seit 2017 Wisła Krakau in Polen unter Vertrag steht.